# インカニヤンバ
インカニヤンバとは南アフリカ共和国のホーウィック滝に棲むといわれる伝説の巨大ウナギ（もしくは大蛇）のような生物である。インカニヤンバは肉食性で、群れで移動するといわれている。 

## 解説
インカニヤンバは夏の間は目撃がなくなるといわれているが、これはインカニヤンバが夏の間、ホーウィック滝以外の水域に移動しているためではないか、と推測されている。
実際、夏期にホーウィック滝から70キロメートルも離れたムコマジ川でインカニヤンバと思われる生物が目撃されたことがある。 
新聞社が懸賞金付きでインカニヤンバの写真を募集したところ2枚の応募があったが、2枚とも「偽物」と判断されたという。

## 参考サイト
- UMAファン～未確認動物
- 学研教育出版『未知動物の大百科』学研プラス、2013年、130-131頁。ISBN 9784059147695。
- 並木伸一郎『ヴィジュアル版　ＵＭＡ生態図鑑』学研プラス、2014年、42-43頁。ISBN 9784059145592。
- 天野ミチヒロ『大迫力!世界のUMA未確認生物大百科』西東社、2016年、158-159頁。ISBN 9784791624874。